# Кокс, Кэссиди
Кэссиди Кокс (англ. Cassidy Cox; род. 18 июня 1998) — американская лучница, выступающая в соревнованиях по стрельбе из блочного лука. Серебряный призёр чемпионата мира.

## Карьера
Кэссиди Кокс родилась 18 июня 1998 года.
В 2017 году Кэссиди Кокс и Крис Шафф выиграли бронзовую медаль в миксте на Всемирных играх 2017 года во Вроцлаве.
В 2018 году на чемпионате мира в помещении в Янктоне выиграла две золотые медали в юниорском зачёте. В личном турнире она обыграла американку Элизу Ронер со счётом 145:143, а в составе женской команды с Афиной Кайополус и Анной Скарбро победили в финале сборную Канады.
В 2019 году приняла участие на чемпионате мира в Хертогенбосе, уступив во втором раунде итальянке Марчеле Тоньоли со счётом 142:144, а также стала второй в соревнованиях команд вместе с Пейдж Пирс и Алексис Руис. Американская женская сборная уступила в финале лучницам из Китайского Тайбэя со счётом 224:229.
В 2020 году она заняла 10-е место на турнире The Vegas Shoot, проходившем в Лас-Вегасе.